# Windows Live OneCare
Windows Live OneCare è stato un servizio a pagamento di sicurezza informatica e di miglioramento delle prestazioni sviluppato dalla Microsoft.
Attualmente non è più disponibile per la vendita, in quanto sostituito dal gratuito Microsoft Security Essentials, che si prefigge di svolgere svariate funzioni per la sicurezza di ogni utente.

## Descrizione
OneCare non si presentava solo come un semplice antivirus, ma offriva numerosi servizi legati alla protezione in un unico pacchetto:
- Antivirus-antispyware in tempo reale, ovvero offrono una protezione continua ed in tempo reale contrastando le minacce contenute in download e qualsiasi altro file o programma aperto.
- Firewall in grado di controllare i dati sia in uscita che in entrata offrendo protezione contro gli hacker, è possibile aprire o chiudere le porte della rete a proprio piacimento a seconda del tipo di rete (di casa/ufficio oppure rete pubblica), consentire o bloccare la connessione ad internet ad un determinato programma e gestisce la rete locale con protezioni e servizi.
- Filtro anti-phishing per Internet Explorer 7 offrendo un maggior controllo sui siti visitati.
- Ottimizzazione del sistema: è un servizio che viene eseguito in automatico, in periodi determinati dall'utente in grado di effettuare le operazioni essenziali per garantire un'efficiente sicurezza: sistema di backup e ripristino, backup online delle immagini personali (disponibile solo dopo aver effettuato un pagamento aggiuntivo), scansione antivirus e antispyware e deframmentazione dei dischi rigidi.
- Sistema di autoaggiornamento in grado di controllare, scaricare e installare nuovi aggiornamenti per il prodotto e i suoi servizi.
- Servizio di backup e ripristino dei dati su unità esterne o unità di memorizzazione presenti nella rete locale.
- Facile e rapida gestione della condivisione di stampanti nella rete locale.
- Dettagliati rapporti mensili sulle azioni intraprese dalla suite OneCare.

OneCare avvisava non appena individuava dei problemi e la sua icona nella barra delle applicazioni cambiava a seconda dello stato di sicurezza:
- verde: stato buono, non ci sono azioni da intraprendere;
- gialla: stato sufficiente, c'è qualche azione non urgente da effettuare come un backup dei dati oppure una scansione antivirus;
- rossa: stato d'allerta, c'è una o più azioni urgenti da effettuare, ad esempio è stato disattivato il firewall o ci sono altri problemi gravi.